# 解育
解育（3世纪—300年），字稚连，西晋济南郡著县（今山东省济阳县西北）人，解修之子，解系、解結之弟。
三兄弟清身洁己，很得声誉。解育名声仅次于二位兄长。初仕为公府掾，历任太子洗马、尚书郎、卫军长史、弘农郡太守。解系、解结与赵王司马伦、孙秀在征伐河西时有隙，司马伦专权，解育与解系、解结同时被杀，妻儿徙边。